# Raïon du Karaga
Le raïon du Karaga (en russe : Караги́нский райо́н, Karaguinski raïon) est l'une des onze subdivisions administratives du kraï du Kamtchatka, à l'est de la Russie. Il doit son nom au fleuve Karaga qui le traverse. Son centre administratif est le village d'Ossora.

## Géographie
Le raïon du Karaga est située au nord de la péninsule du Kamtchatka. Il couvre une superficie de 40 641 km2.

## Politique et administration

### Statut
Le raïon est un des onze raïons du kraï du Kamtchatka, dans le district fédéral extrême-oriental, ainsi que l'un des quatre raïons de l'okroug koriak. Il est un raïon municipal, et comporte ainsi plusieurs municipalités à l'intérieur de lui.

### Tendances politiques
| Scrutin             | 1er tour | 1er tour | 1er tour | 1er tour | 1er tour | 1er tour | 1er tour | 1er tour | 1er tour | 1er tour | 1er tour | 1er tour | 2d tour                  | 2d tour                  | 2d tour                  | 2d tour                  | 2d tour                  | 2d tour                  | 2d tour                  | 2d tour                  | 2d tour                  | 2d tour                  |
| Scrutin             | 1er      | 1er      | %        | 2e       | 2e       | %        | 3e       | 3e       | %        | 4e       | 4e       | %        | 1er                      | 1er                      | %                        | 2e                       | 2e                       | %                        | 3e                       | %                        | 4e                       | %                        |
| ------------------- | -------- | -------- | -------- | -------- | -------- | -------- | -------- | -------- | -------- | -------- | -------- | -------- | ------------------------ | ------------------------ | ------------------------ | ------------------------ | ------------------------ | ------------------------ | ------------------------ | ------------------------ | ------------------------ | ------------------------ |
| Présidentielle 2012 |          | ER       | 68,73    |          | KPRF     | 11,47    |          | LDPR     | 9,02     |          | SE       | 5,59     | Victoire au premier tour | Victoire au premier tour | Victoire au premier tour | Victoire au premier tour | Victoire au premier tour | Victoire au premier tour | Victoire au premier tour | Victoire au premier tour | Victoire au premier tour | Victoire au premier tour |
| Présidentielle 2018 |          | ER       | 75,99    |          | KPRF     | 10,56    |          | LDPR     | 8,36     |          | GRANI    | 1,40     | Victoire au premier tour | Victoire au premier tour | Victoire au premier tour | Victoire au premier tour | Victoire au premier tour | Victoire au premier tour | Victoire au premier tour | Victoire au premier tour | Victoire au premier tour | Victoire au premier tour |

## Population
La population du raïon a été divisée par deux ces vingt-cinq dernières années, elle était de 4 076 (2010); 5 656 (2002) 8 777 (1989). La population d'Ossora représentait 52,3 % de la population totale du raïon en 2010.
| Liste des localités | Liste des localités | Liste des localités | Liste des localités | Liste des localités | Liste des localités |
| N°                  | Localité            | Statut              | Fondation           | Population 2010     | Population 2021     |
| ------------------- | ------------------- | ------------------- | ------------------- | ------------------- | ------------------- |
| 1                   | Ivachka             | village             | 15 octobre 1922     | 668                 | 626                 |
| 2                   | Ilpyrski            | village             | 15 février 1949     | 151                 | 131                 |
| 3                   | Karaga              | village             | 10 décembre 1930    | 337                 | 282                 |
| 4                   | Kostroma            | village             | 27 novembre 1970    | 105                 | 33                  |
| 5                   | Ossora              | village             | 1936                | 2133                | 1841                |
| 6                   | Tymlat              | village             | 2 novembre 1945     | 682                 | 486                 |